# Club Básquet Coruña
O Club Básquet Coruña também conhecido por Leyma Básquet Coruña por motivos de patrocinadores é um clube profissional de basquetebol da cidade de La Coruña, Galiza, Espanha que atualmente disputa a Liga ACB.

## História
Fundado em 1996 com a fusão do Arteixo e o Club Baloncesto Ventorrillo de La Coruña. Nas Temporadas 1996-97 e 1997-98 sagrou-se campeão de seu grupo na Liga EBA e caiu nas semifinais contra o o Llobregat e o Abeconsa Ferrol respectivamente.

## Uniforme
| Casa | Visitante |

## Temporada por Temporada
| Temporada | Nível                         | Divisão                       | Pos.                          | Pós Temporada                 | TR                            | PL                            | Copas                         | Copas                         |                               |
| --------- | ----------------------------- | ----------------------------- | ----------------------------- | ----------------------------- | ----------------------------- | ----------------------------- | ----------------------------- | ----------------------------- | ----------------------------- |
| 1996–97   | 3                             | Liga EBA                      | 1                             | Semifinalista                 |                               |                               | Copa EBA                      | RU                            |                               |
| 1997–98   | 3                             | Liga EBA                      | 1                             | Semifinalista                 | 23–3                          |                               | Copa EBA                      | SF                            |                               |
| 1998–99   | 2                             | LEB Ouro                      | 13                            | Playoffs de Rebaixamento      | 7–19                          | 3–1                           | –                             | –                             |                               |
| 1999–00   | 2                             | LEB Ouro                      | 13                            | –                             | 12–18                         | –                             | –                             | –                             |                               |
| 2000–01   | 2                             | LEB Ouro                      | 14                            | Playoffs de Rebaixamento      | 10–20                         | 3–0                           | –                             | –                             |                               |
| 2001–02   | 2                             | LEB Ouro                      | 14                            | Playoffs de Rebaixamento      | 9–21                          | 3–1                           | –                             | –                             |                               |
| 2002–03   | 4                             | Liga EBA                      | 4                             | –                             | 22–8                          | –                             | –                             | –                             |                               |
| 2003–04   | 4                             | Liga EBA                      | 3                             | Semifinalista3º               | 23–7                          | 4–1                           | –                             | –                             |                               |
| 2004–05   | Não participou de competições | Não participou de competições | Não participou de competições | Não participou de competições | Não participou de competições | Não participou de competições | Não participou de competições | Não participou de competições | Não participou de competições |
| 2005–06   | 4                             | Liga EBA                      | 8                             | –                             | 15–15                         | –                             | –                             | –                             |                               |
| 2006–07   | 4                             | Liga EBA                      | 2                             | Semifinalista3º               | 19–7                          | 2–2                           | –                             | –                             |                               |
| 2007–08   | 4                             | LEB Bronce                    | 3                             | Promovido                     | 18–14                         | 3–1                           | –                             | –                             |                               |
| 2008–09   | 3                             | LEB Prata                     | 15                            | Rebaixado                     | 9–21                          | –                             | –                             | –                             |                               |
| 2009–10   | 3                             | LEB Prata                     | 10                            | –                             | 17–15                         | –                             | –                             | –                             |                               |
| 2010–11   | 3                             | LEB Prata                     | 11                            | –                             | 9–19                          | –                             | –                             | –                             |                               |
| 2011–12   | 3                             | LEB Prata                     | 7                             | Quartas de Finaist            | 13–11                         | 0–2                           | –                             | –                             |                               |
| 2012–13   | 2                             | LEB Ouro                      | 9                             | Quartas de Finais             | 11–15                         | 2–3                           | –                             | –                             |                               |
| 2013–14   | 2                             | LEB Ouro                      | 6                             | Quartas de Finais             | 14–12                         | 0–2                           | –                             | –                             |                               |
| 2014–15   | 2                             | LEB Ouro                      | 10                            | -                             | 12-16                         | -                             | –                             | –                             |                               |
| 2015–16   | 2                             | LEB Ouro                      | 6                             | Quartas de finais             | 20-14                         | 2-3                           | –                             | –                             |                               |
| 2016–17   | 2                             | LEB Ouro                      | 6                             | Quartas de finais             | 20-14                         | 2-3                           | –                             | –                             |                               |
| 2017–18   | 2                             | LEB Ouro                      | 8                             | Quartas de finais             | 16-18                         | 2-3                           | –                             | –                             |                               |